# Campi di urne catalano-aragonesi
La cultura dei campi di urne si diffuse dalla Linguadoca in Catalogna e nella Valle dell'Ebro nel periodo finale dell'età del bronzo dove si evolse fino all'età del ferro.

## Cronologia

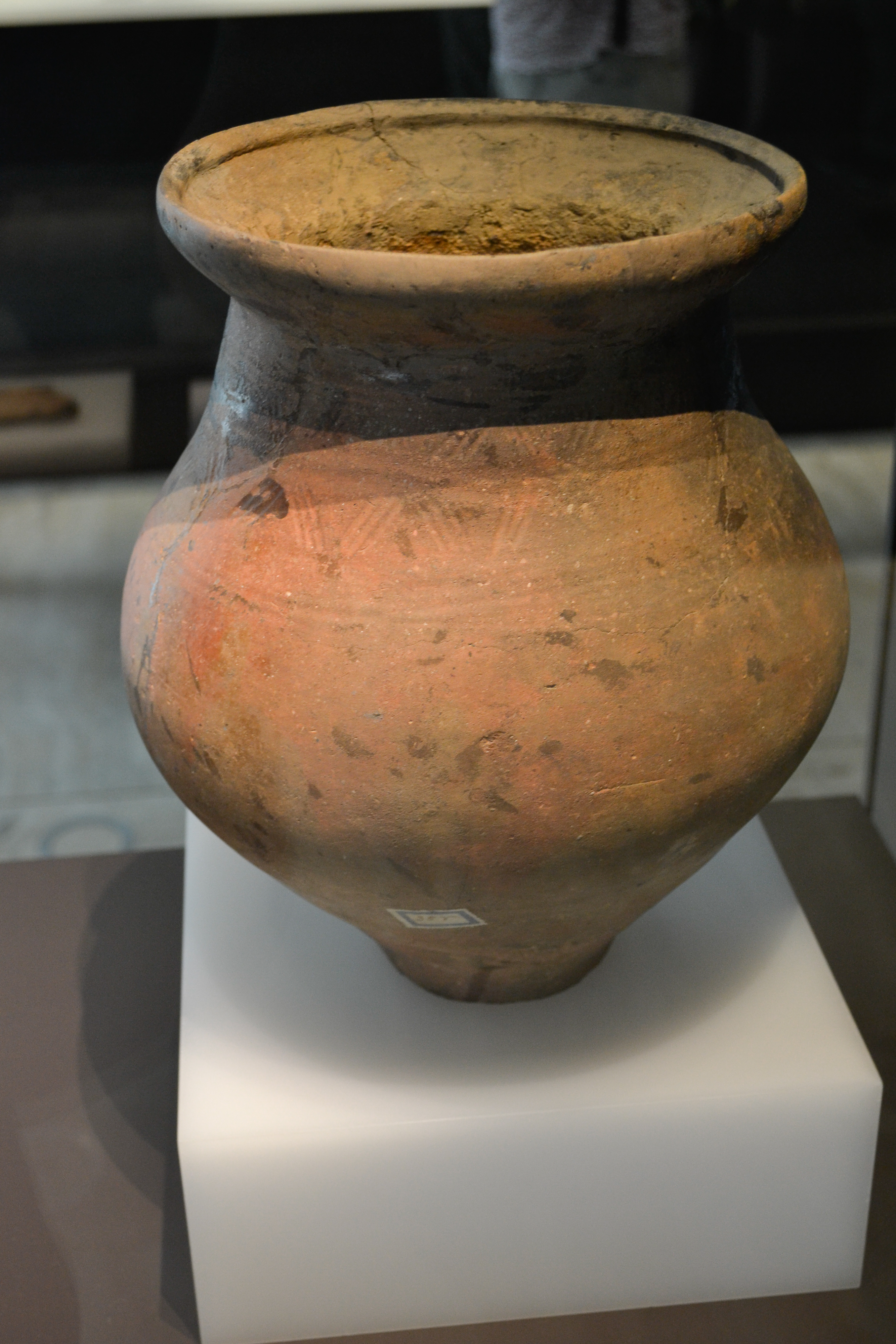
Urna cineraria da Can Missert

La datazione dei campi di urne del nord-est della penisola iberica proposta da Almagro Gorbea è la seguente:
|                                                      | Anno prima di Cristo |
| ---------------------------------------------------- | -------------------- |
| Periodo I: Campi di urne antichi                     | 1100                 |
| Periodo II: Campi di urne antichi                    | 1000                 |
| Periodo III: Campi di urne recenti                   | 900                  |
| Periodo IV: Campi di urne recenti                    | 800                  |
| Periodo V: Campi di urne dell'età del ferro o tardi  | 700-600              |
| Periodo VI: Campi di urne dell'età del ferro o tardi | 600-500              |

- I campi di urne antichi:  diffusione dalla Linguadoca di questa cultura la cui trasmissione è tradizionalmente associata ad una migrazione di popolazioni
- I campi di urne recenti: rappresentano un'evoluzione locale dei precedenti.
- I campi di urne dell'età del ferro: presentano alcuni elementi comuni con la cultura di Hallstatt dell'Europa centrale che fanno pensare a relazioni commerciali.

### Campi di urne antichi fase I
Tracce di questa prima fase si hanno nell'area di Barcellona (Can Missert) e in Linguadoca a Prèvel mentre non ne state sono pervenute in Aragona.

### Campi di urne antichi fase II
A Barcellona questa fase è documentata dal sito di Can Missert II e in Linguadoca dai siti di Hasard I e Tafanel I-II A. Le urne di Can Missert II son del tipo Sassenay che trova corrispondenze anche in Linguadoca. I dati a disposizione degli studiosi sembrano mostrare che durante questa fase sia avvenuta un'espansione verso il Segre a ovest e verso il sud sino a Borriol (provincia di Castellón). L'occupazione iniziale del sito di Cabezo de Monleón, presso Caspe, viene datata a questo periodo.
Campi di urne risalenti al bronzo finale sono stati scoperti anche nella Meseta orientale. Quest'ultimo gruppo meridionale seppur affine al gruppo catalano-aragonese mostra delle caratteristiche proprie ed è stato definito da Almagro Gorbea come "Campos de urnas del Sureste" (Campi di urne del sud-est). 

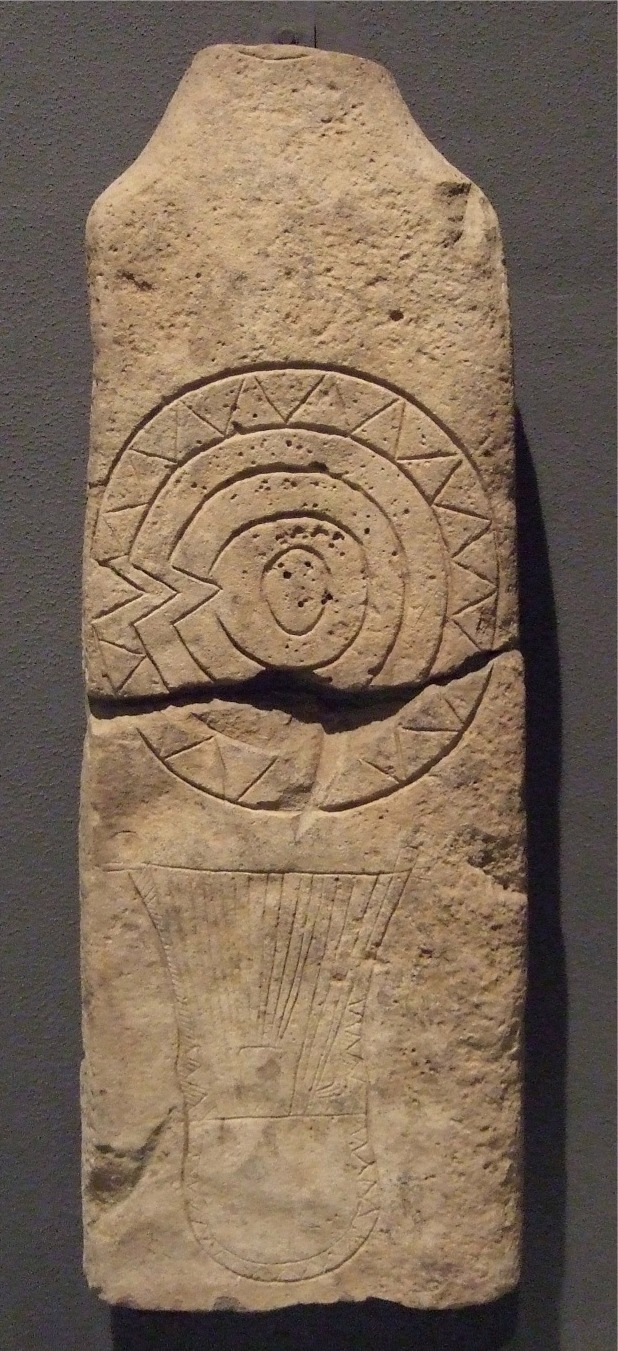
Stele di Luna

### Campi di urne recenti
Rappresentano la terza fase sviluppatasi nel bronzo finale tra l'850 e il 700 a.C. circa. In questa epoca perdurano gli insediamenti già esistenti come quello di Monleón ma appaiono anche centri di nuova fondazione. Al IX secolo è datata la famosa stele di Luna.
Un'ulteriore espansione partita verosimilmente dalla valle dell'Ebro (o secondo alcuni dall'Aquitania) portò la cultura dei campi di urne fino in Navarra ad ovest.

### Campi di urne dell'età del ferro

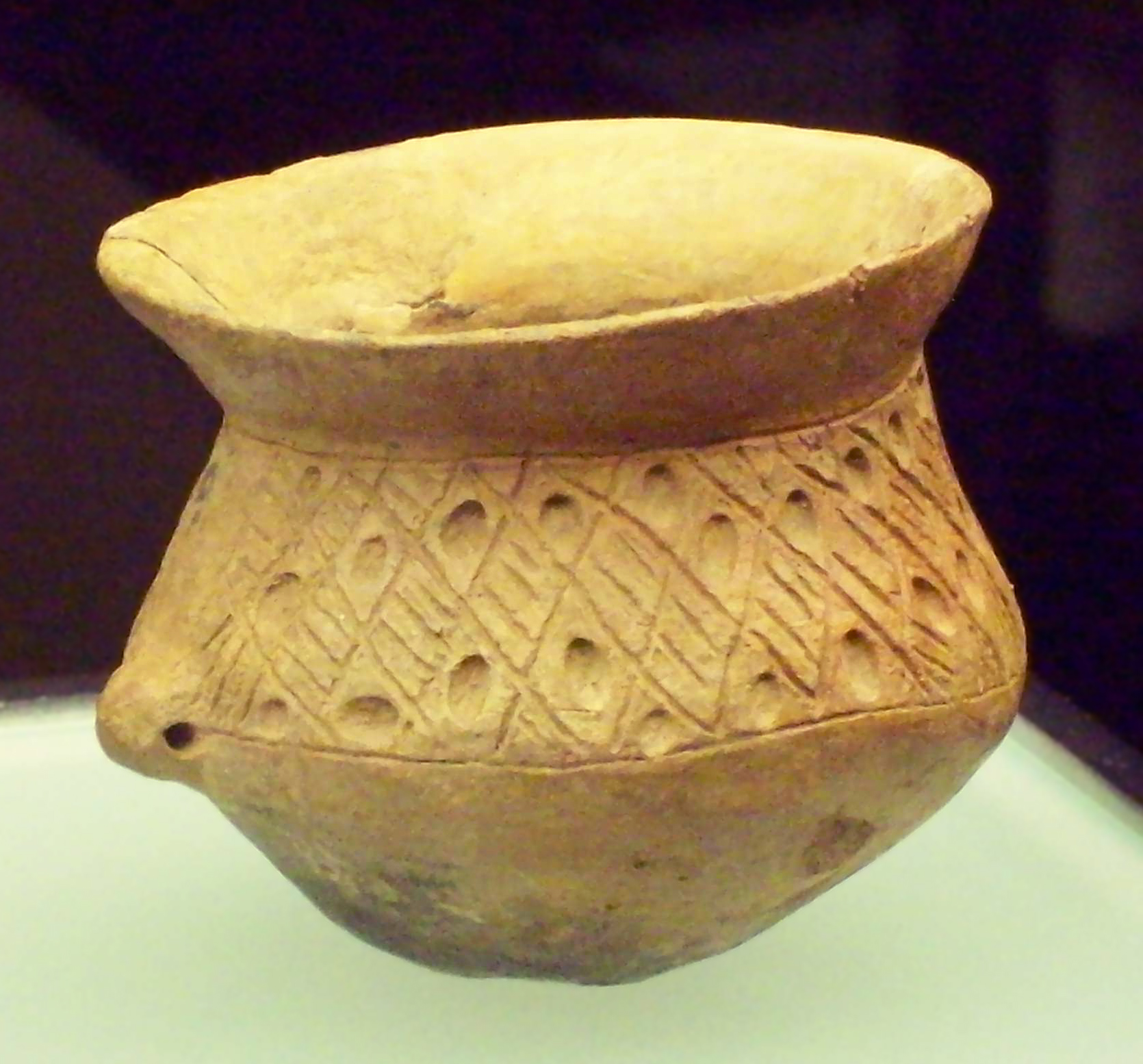
Vaso rinvenuto nel sito di Roquizal del Rullo

Sono i campi di urne della prima età del ferro. L'introduzione del ferro non avvenne in modo uniforme come dimostrato dalle analisi al radiocarbonio.
Vengono fondati nuovi insediamenti come quello di Roquizal del Rullo presso Fabara. A partire dal VI secolo a.C. molti di questi insediamenti furono abbandonati. In alcuni casi sono stati notati segni di incendio che farebbero ipotizzare un abbandono di questi siti causato dall'arrivo di comunità nemiche di identità ancora sconosciuta anche se è proprio in questo periodo che inizia a diffondersi nel nord-est la cultura iberica.

## Principali innovazioni
Le innovazioni più evidenti importate nel nord-est iberico dalla cultura dei campi di urne furono:
- Introduzione di nuovi stili ceramici e di oggetti metallici in larga scala
- Adozione del nuovo rito della cremazione del defunto le cui ceneri venivano deposte in urne di ceramica e successivamente interrate.

## Economia
L'economia era basata soprattutto sull'allevamento e sulla coltivazione dei cereali. Era praticata la metallurgia del bronzo e in epoca più tarda anche del ferro. Si ipotizza che queste popolazioni appresero la tecnologia della lavorazione del ferro a seguito dei contatti con i greci e con i fenici e non grazie a contatti con il versante nord dei Pirenei.

## Abitazioni
Per quanto riguarda le strutture abitative vi è una marcata differenziazione regionale. Ad Empordà gli insediamenti erano formati da piccoli raggruppamenti di capanne con mura in pietra, nel Segre si trovano invece abitazioni in pietra a pianta rettangolare che si affacciavano generalmente su una strada principale. A El Vallès sono state rinvenute capanne interrate mentre nelle aree montane dei Pirenei e della Catalogna centrale e meridionale la maggior parte delle abitazioni erano all'interno di caverne.

## Ascrizione etnica
Già nel periodo precedente alla sua espansione dall'Europa centrale la cultura dei campi di urne presentava al suo interno una certa eterogeneità (facies regionali) il che farebbe pensare a una pluralità di popoli (proto-celti, proto-italici, proto-illiri ecc..) ; per quanto riguarda i campi di urne catalano-aragonesi essi derivavano alla lontana dalla facies occidentale  Renana-Svizzera-Francese orientale. Benché non siano disponibili dati linguistici a sufficienza, è stato più volte ipotizzato che queste popolazioni che colonizzarono la Catalogna e l'Aragona nella tarda età del bronzo appartenessero ad etnie "proto-celtiche" (mentre i celti storici penetrarono nella penisola iberica durante la fase della cultura di Hallstatt).
I nuovi arrivati non dovevano essere in gran numero rispetto alla popolazione indigena, si stima che questi flussi migratori da nord a sud dei Pirenei coinvolsero poche migliaia di persone.

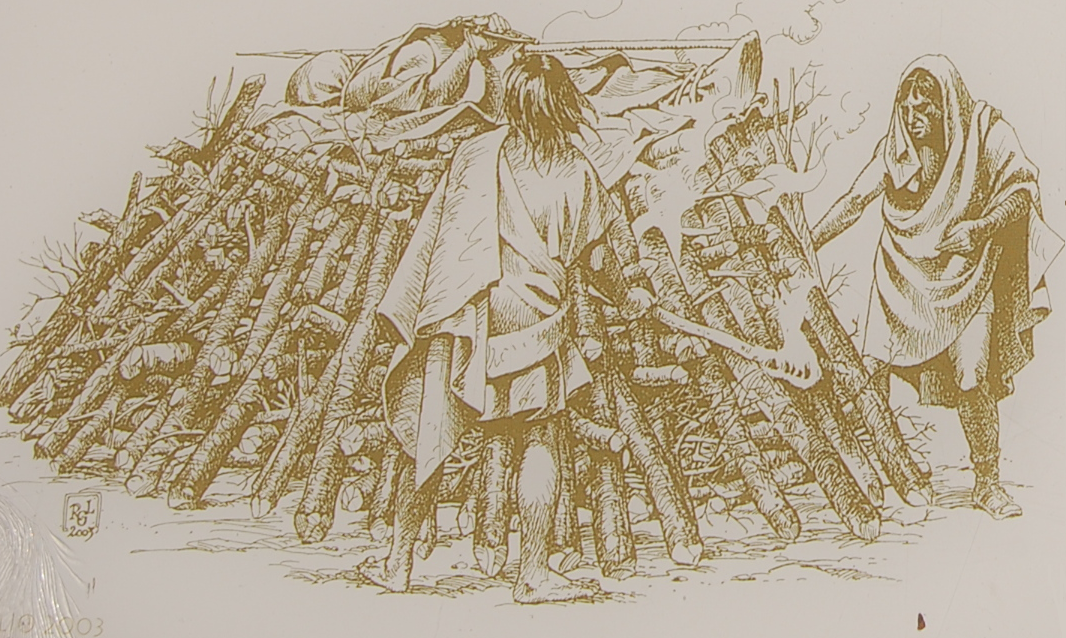
Il rito della cremazione del defunto introdotto nella penisola durante la tarda età del bronzo rimase in uso per secoli sia fra gli Iberi che fra i Celtiberi. Illustrazione tratta dal pannello informativo della necropoli di Herrería (XIII-VI secolo a.C. circa)

## Sviluppi finali
La fase finale dei campi di urne della prima età del ferro è caratterizzata dall'"ibericizzazione" nell'area orientale e dell'apparizione della cultura "proto-celtiberica" nella Meseta orientale e nell'interno del Sistema iberico.

## Paleogenetica
Uno studio genetico pubblicato su Science nel marzo 2019 ha rilevato un aumento significativo della componente genetica dell'Europa centro-settentrionale in Iberia durante la transizione tra l'età del bronzo e l'età del ferro. Gli autori dello studio hanno suggerito che la diffusione della cultura dei campi di urne sia associata a questa transizione, durante la quale potrebbero essere emersi i Celtiberi.